# Hiru Erregeen Mahaia
Der Hiru Erregeen Mahaia (spanisch Mesa de los Tres Reyes, französisch Table des Trois Rois, in der baskischen Mundart des Roncal-Tal Iror Errege Maia) ist ein Berg mit einer Höhe von 2424 msnm und liegt an der Grenze von Spanien und Frankreich in den Pyrenäen. Er ist der höchste Berg in Navarra.
Der Ostgipfel in einer Höhe von 2421 m ist die Grenze der spanischen Provinzen Aragón und Navarra sowie der französischen Provinz Béarn. Der Name des Berges bedeutet in Deutsch „Tafel der drei Könige“. Am Ostgipfel sollen sich einst die drei Könige dieser Provinzen zu Beratungen getroffen haben, da niemand hier oben für die Gespräche sein Territorium verlassen musste. Der Hauptgipfel bildet nur die Grenze zwischen den beiden spanischen Provinzen. Der Grat zwischen Haupt- und Ostgipfel liegt in einer Höhe von 2380 m.